# ان‌وای‌اس‌ئی امریکن
ان‌وای‌اس‌ئی امریکن (انگلیسی: NYSE American) بازار بورس اوراق بهادار آمریکایی است، که در سال ۱۹۰۸ تأسیس شد.